# Тернопільська обласна премія імені Володимира Вихруща
Тернопільська обласна премія імені Володимира Вихруща — регіональна премія Тернопільської области. Заснована 2001 року на честь поета Володимира Вихруща.

## Лавреати
- 2001 — Олег Герман
- 2002 — Володимир Присяжний
- 2003 — Володимир Барна
- 2004 — Марія Баліцька
- 2005 — Володимир Злонкевич